# Симболизам (књижевност)
Симболизам је књижевни правац, настао у Француској у позном 19. веку. За разлику од реализма и натурализма, карактеришу га идеалистичке црте. Симболизам се окреће против позитивизма и тежи новим развојним могућностима.

## Друштвена позадина
Књижевна епоха симболизма почиње око 1860, а завршава се око 1925. године.
Њене корене треба тражити у друштвеним променама и историјским догађајима 19. века, као што су индустријализација, технички и научни напредак и настанак материјализма и филозофског позитивизма. Временом је одвајање од апстрактних вредности и идеалистичко-естетичких осећања постало уочљиво и у књижевности, првенствено у реализму и натурализму. Међутим, новонастала рационалистичка слика света није била јединствена и, захваљујући бројним открићима у области математике и физике, као што су рендгенски зраци, радиоактивност и, нешто касније, теорија релативности, увек је изнова довођена у питање. Та криза позитивистичке слике света и конвенционалне религије и морала, као и схватање света као нечега неадекватног, довела је, заједно са побуњеничком атмосфером културе Fin-de-Siècle, до трагања за новим развојним могућностима.

## Стилска средства и карактеристике
За француске симболисте једино се симбол показао као целовит стилско-технички елемент, који омогућава уметничко обликовање света у складу са естетским идеалима. Одатле, иако се јавља као субјективан утисак, симбол треба посматрати као јединствено стилско средство. Песник симболизма од делића стварног света ствара симболе, који, поново састављени, треба да створе свет лепоте, односно идеалног, естетског, а често и спиритуалног савршенства.
Притом, важно је да се естетске истине не описују директно, већ се евоцирају индиректним стилским средствима. Симболиста елементе свог дела не повезује на конвенционалан начин, стварајући везе међу речима помоћу метафора, поређења и других стилских фигура, него откривајући неку врсту афинитета или дубље сродности између ствари и речи, помоћу које се могу приближити свом идеалу.
У ту сврху, коришћене су и стилске фигуре као што су синестезија и ономатопеја, помоћу којих се разрађивала свака повезаност између мириса, звука, боје и смисла речи и њеног приближног значења. Битну улогу у симболистичкој поезији играла је музикалност, при чему се тежило експерименталном јединству, које се није дало рационализовати.